# Gérson dos Santos
Gérson dos Santos (ur. 14 lipca 1922 w Belo Horizonte, zm. 2002) – piłkarz brazylijski, występujący podczas kariery na pozycji środkowego obrońcy.

## Kariera klubowa
Gérson podczas piłkarskiej kariery występował w Botafogo FR, gdzie grał w latach 1945–1956. Z Botafogo zdobył mistrzostwo stanu Rio de Janeiro – Campeonato Carioca w 1948 roku. W 1956 zaliczył krótki epizod w Cruzeiro EC.

## Kariera reprezentacyjna
W reprezentacji Brazylii Gérson zadebiutował 16 kwietnia 1952 w wygranym 4-2 meczu z reprezentacją Urugwaju, podczas Mistrzostw Panamerykańskich, które Brazylia wygrała. Ostatni raz w reprezentacji wystąpił 21 marca 1954 w wygranym 4-1 meczu z Paragwajem w eliminacjach Mistrzostw Świata 1954. Łącznie w reprezentacji wystąpił 3 razy.